# Mokra (województwo śląskie)
Mokra – wieś w Polsce, położona w województwie śląskim, w powiecie kłobuckim, w gminie Miedźno.

## Historia
Wieś położona w końcu XVI wieku w powiecie lelowskim województwa krakowskiego była własnością klasztoru kanoników regularnych w Kłobucku. W dobie Sejmu Wielkiego Mokra należała do powiatu lelowskiego. W latach 1954–1961 wieś należała i była siedzibą władz gromady Mokra, po jej zniesieniu w gromadzie Miedźno. W latach 1975–1998 miejscowość administracyjnie należała do województwa częstochowskiego. Pierwszymi mieszkańcami miejscowości były rodziny Kleszczów oraz Maklesów.
Nazwa wsi Mokra pochodzi od nazwiska Mikołaja Mokrskyego, rycerza herbu Junosza, do którego należały owe tereny.
Mokra posiadała swoją nazwę już w 1414 roku, a pierwsze wzmianki i zapiski o wsi zawarte były przez Jana Długosza w jego dziele "Liber Beneficiorum Archidioecesis-Cracoviensis".
Wieś jest miejscem wygranej przez Polaków bitwy, stoczonej 1 września 1939 roku. W Mokrej znajduje się upamiętniający to wydarzenie pomnik. Pole bitwy oraz pomnik są wpisane do rejestru zabytków od 2020.
Na początku lat 90. XX wieku obok Mokrej odkryto cmentarzysko z okresu kultury przeworskiej. Od 1994 do 2004 badali je archeolodzy z Uniwersytetu Jagiellońskiego pod kierunkiem Marcina Biborskiego, odkrywając blisko 500 grobów z okresu od II do V wieku. Część znalezisk można oglądać w tutejszym Muzeum Kultury Przeworskiej i Izbie Pamięci Bitwy pod Mokrą.
Najcenniejszym zabytkiem w Mokrej jest drewniany kościół św. Szymona i św. Judy Tadeusza z XVIII wieku.

## Turystyka
Przez wieś przebiegają dwa szlaki:
- turystyczny Zielony Szlak Kłobucki
- Szlak architektury drewnianej województwa śląskiego

## Galeria

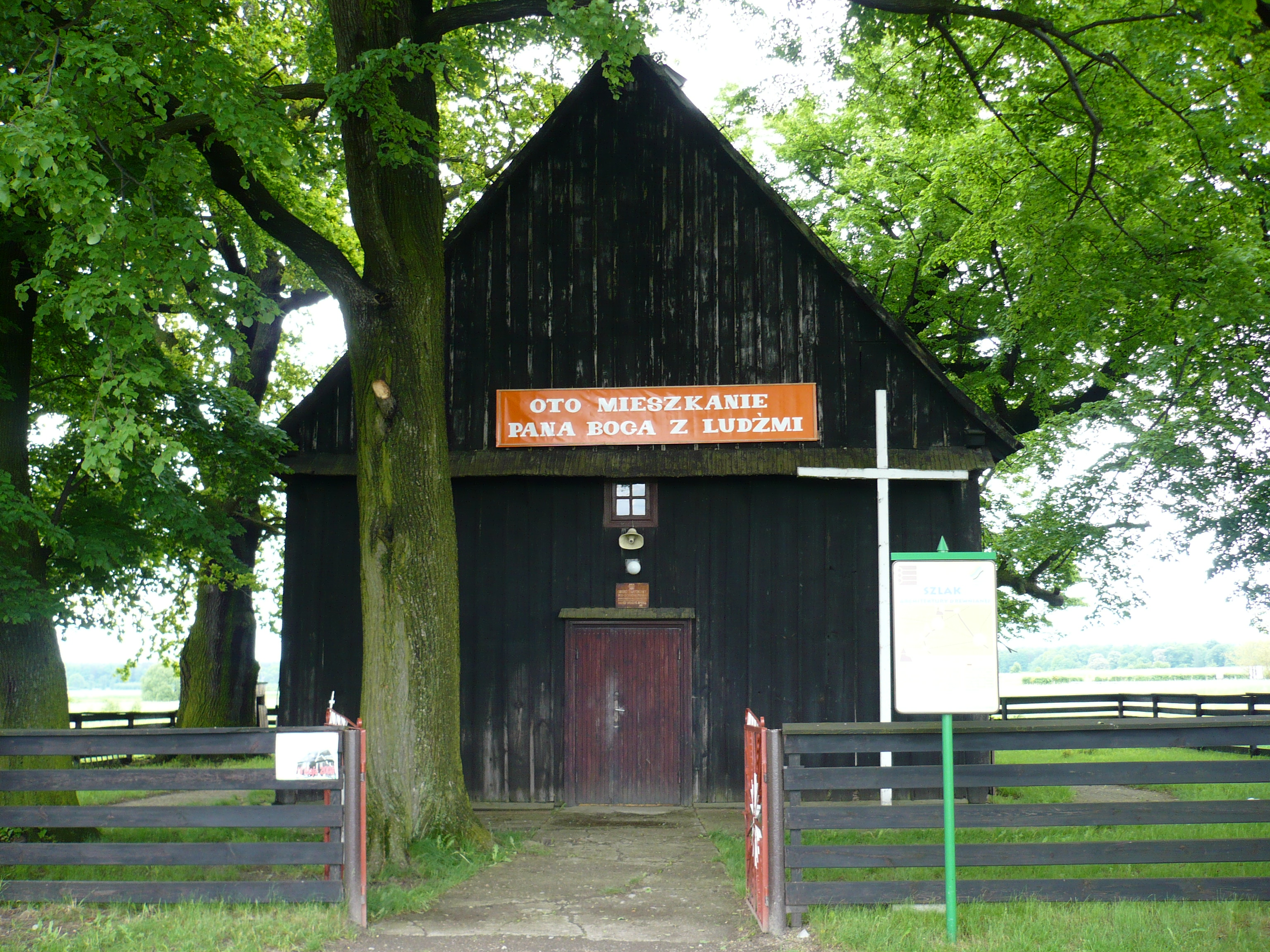
Kościół św. Szymona i św. Judy Tadeusza w Mokrej
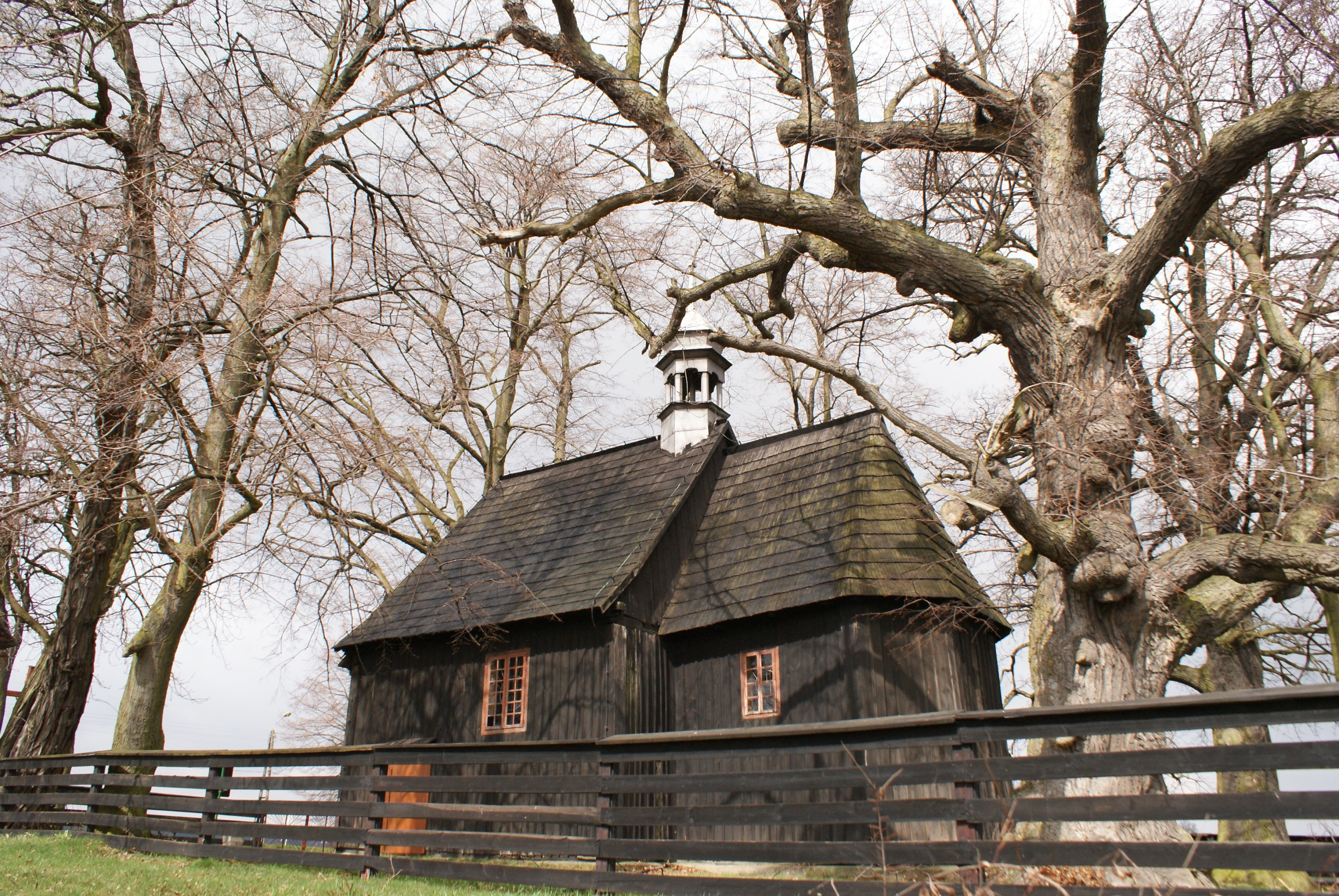
Kościół
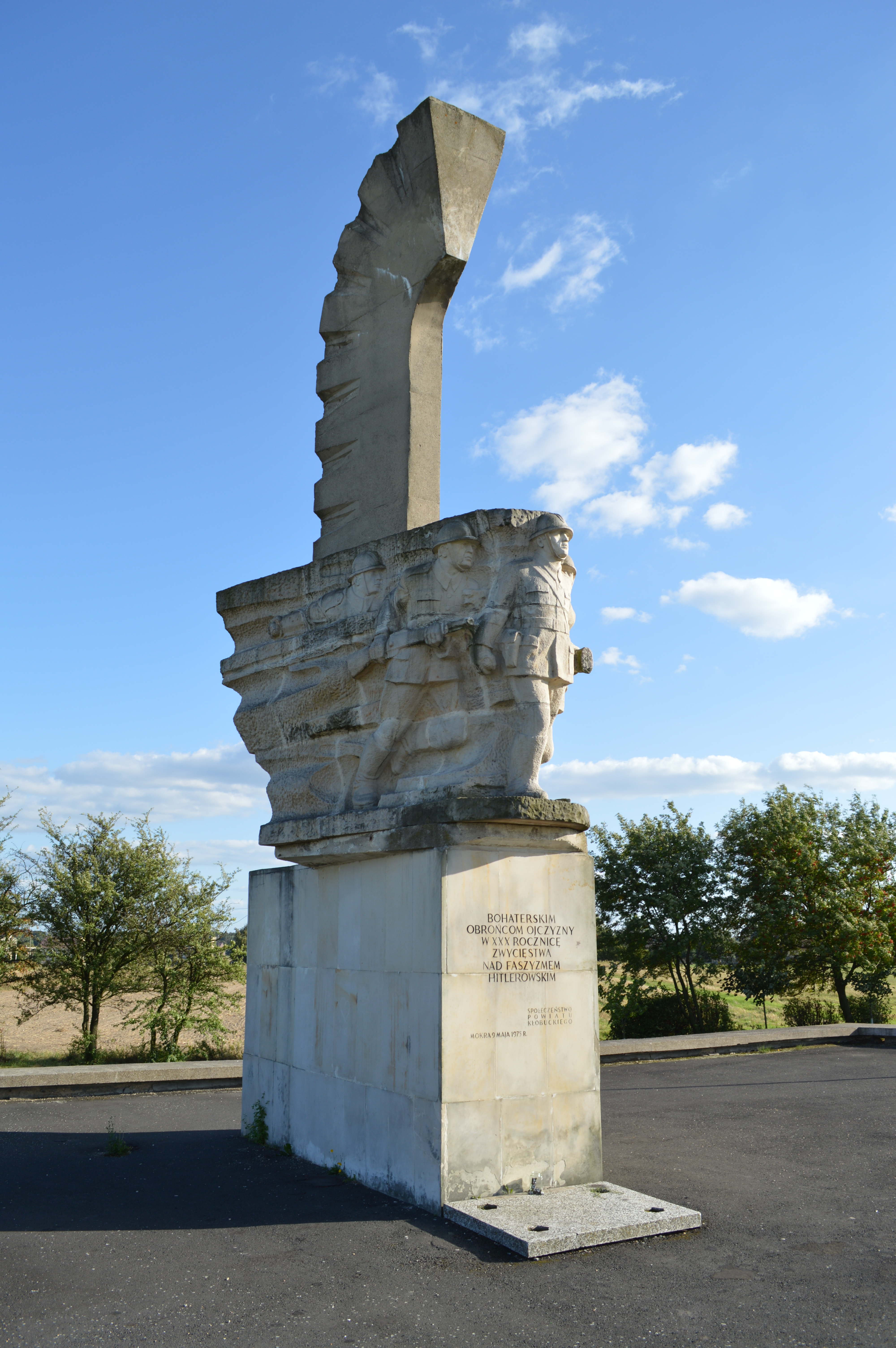
Pomnik upamiętniający bitwę pod Mokrą
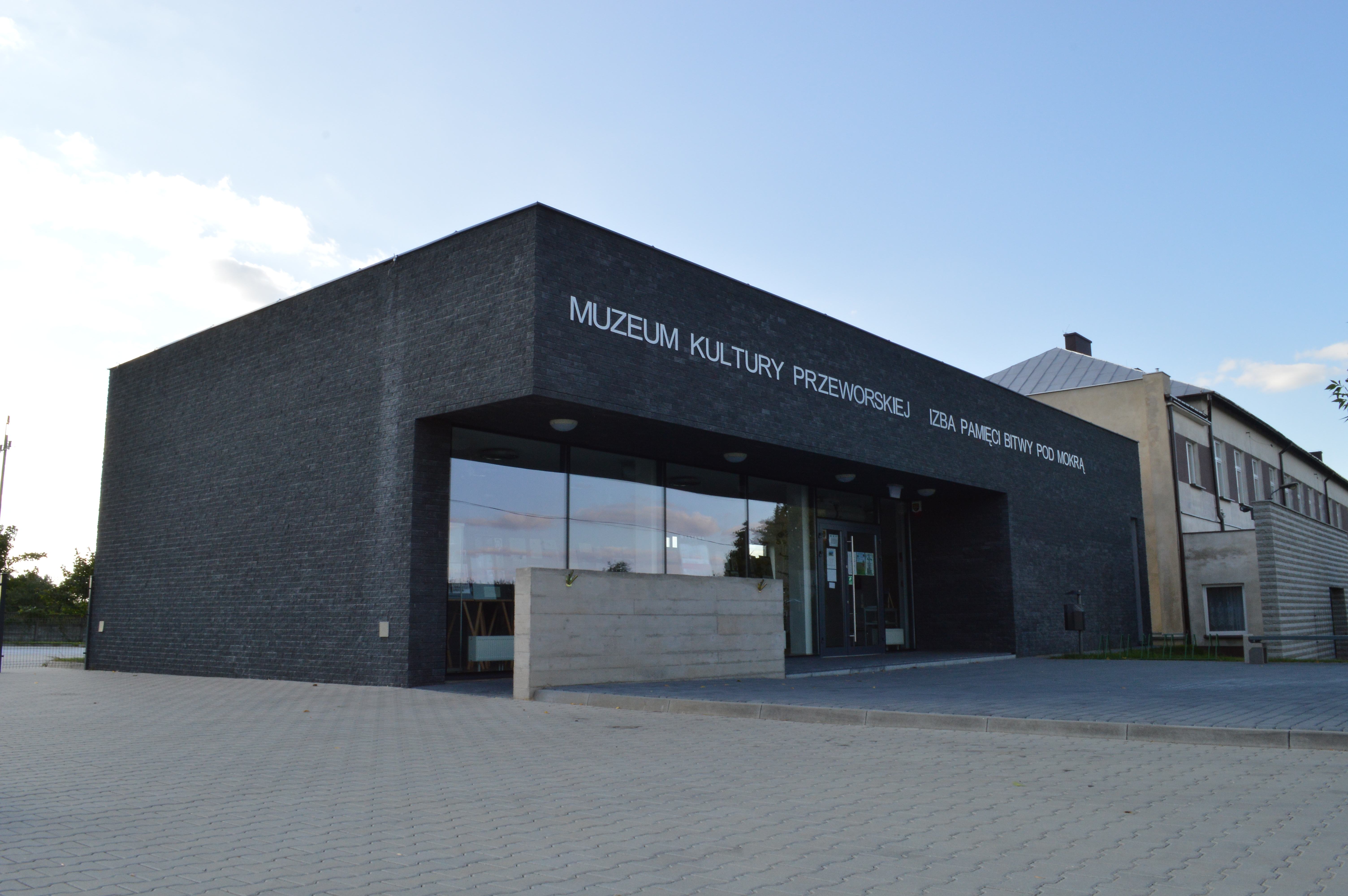
Muzeum Kultury Przeworskiej i Izba Pamięci Bitwy pod Mokrą

## Odznaczenia
- Krzyż Walecznych (1985)[9]